# 亞歷杭德羅·阿古斯丁·拉努塞
亞歷杭德羅·阿古斯丁·拉努塞（西班牙語：Alejandro Agustín Lanusse，1918年8月28日—1996年8月26日），阿根廷陸軍中將，曾擔任阿根廷總統。他是1966年阿根廷革命後的第三位軍政府總統，1971年至1973年在任。